# Peter Stachura
Peter D. Stachura (ur. 1944) – brytyjski historyk, pisarz, wykładowca i eseista. Profesor historii najnowszej na University of Stirling i dyrektor niezależnego centrum badań najnowszej historii Polski (Centre for Research in Polish History) powstałego w maju 2000. Jego publikacje obejmują zakres najnowszej historii Polski i jej mieszkańców, polskiego wysiłku wojskowego po stronie aliantów, jak również kształtowania się III Rzeszy i przebiegu II wojny światowej w Europie. Mieszka w Stirling w Szkocji.

## Życiorys
Urodził się w rodzinie polskich emigrantów wojskowych należących do Polskich Sił Zbrojnych na Zachodzie, stworzonych po wspólnej niemiecko-sowieckiej inwazji na Polskę w czasie II wojny światowej.
Stachura jest absolwentem University of Glasgow, University of East Anglia i University of Stirling, gdzie uzyskał stopień doktora w 1994. Głównym celem jego badań jest historia Polski do 1945 roku, powojenna historia Polaków w Szkocji, polski rząd na wychodźstwie oraz dzieje Republiki Weimarskiej powstałej w 1919. Stachura był dyrektorem Centrum Badań Historii Polski finansowanym przez "MB Grabowski Fund i Polonia Aid Foundation Trust", przyznającym coroczne nagrody dla studentów. Należy do rady programowej czasopisma Glaukopis, oraz rady naukowej Fundacji Kresy-Syberia.
W swojej książce z 2003 The Poles in Britain 1940-2000. From Betrayal to Assimilation, Stachura analizuje miejsce polskich emigrantów w Wielkiej Brytanii, będące następstwem umów podczas Konferencji w Jałcie. Uważa on, że pomimo znacznego wkładu w zwycięstwo Aliantów na Zachodzie, polscy imigranci doświadczyli "okropnego traktowania" przez aliantów po zakończeniu wojny. Jedną z jego bardziej znanych publikacji jest Poland between the Wars 1918 – 1939. Książka składa się z wybranych esejów na temat wewnętrznej i etnicznej dynamiki w ramach II RP, utworzonych w połączeniu z naukową konferencją zorganizowaną przez Polskie Towarzystwo w Wielkiej Brytanii.

## Wybrane publikacje
- The Shaping of the Nazi state, Taylor & Francis, 1978. ISBN 0-85664-471-4
- The German youth movement, 1900-1945. An interpretative and documentary history, 1981
- Unemployment and the Great Depression in Weimar Germany, Macmillan, 1986. ISBN 0-333-37646-3
- Themes of modern Polish history : proceedings of a symposium, 1992
- Poland Between the Wars, 1998., ISBN 0-312-21680-7
- Poland in the Twentieth Century, St. Martin's Press, 1999. ISBN 0-312-22027-8
- Perspectives on Polish History, University of Stirling, 2001, ISBN 1-85769-148-2
- The Poles in Britain, 1940-2000. From betrayal to assimilation, 2004. ISBN 978-0-203-50664-6
- Poland, 1918-1945: an interpretive and documentary history of the Second Republic[10], Routledge, 2004. ISBN 0-415-34357-7